# Шумиха (станция)
Шуми́ха — железнодорожная станция Курганского региона Южно-Уральской железной дороги, расположенная в одноимённом городе Курганской области.

## История
Станция открыта в 1896 году. Была построена поблизости (в 14 верстах) от тогда крупного селения Птичье при строительстве от Челябинска Западно-Сибирской железной дороги — начального участка Сибирской железной дороги. После начала работы станции возле него образовался посёлок. В 1898 году со станции в западном направлении было отправлено уже свыше 33 000 тонн зерна, бобовых и муки.

## Вокзал станции
Железнодорожный вокзал станции 2-го класса. Ежечасное отправление — более 30 человек. В настоящее время вокзал адаптирован для лиц малой мобильности (имеются пандусы) и оснащён информационными табло с расписанием прибытий и отправлений ближайших поездов, камерой хранения ручной клади и крупногабаритного багажа, круглосуточными комнатами длительного отдыха (КДО), кафе-бистро, медицинским пунктом.

## Пассажирское движение

### Поезда дальнего следования
На станции останавливаются практически все проходящие через неё поезда. Имеется прямое сообщение с Москвой, Минском, Волгоградом, курортами Северного Кавказа, Владивостоком и другими городами.
По графику 2020 года через станцию курсируют следующие поезда дальнего следования:

#### Круглогодичное движение поездов
| № поезда | Маршрут движения         | № поезда | Маршрут движения         |
| -------- | ------------------------ | -------- | ------------------------ |
| 11       | Владивосток — Самара     | 12       | Самара — Владивосток     |
| 59       | Новокузнецк — Кисловодск | 60       | Кисловодск — Новокузнецк |
| 83       | Караганда — Москва       | 84       | Москва — Караганда       |
| 97       | Тында — Кисловодск       | 98       | Кисловодск — Тында       |
| 127      | Красноярск — Адлер       | 128      | Адлер — Красноярск       |
| 129      | Красноярск — Анапа       | 130      | Анапа — Красноярск       |
| 133      | Томск — Анапа            | 134      | Анапа — Томск            |

#### Сезонное движение поездов
| № поезда | Маршрут движения                  | № поезда | Маршрут движения                  |
| -------- | --------------------------------- | -------- | --------------------------------- |
| 205      | Иркутск — Анапа                   | 206      | Анапа — Иркутск                   |
| 229      | Северобайкальск — Анапа           | 230      | Анапа — Северобайкальск           |
| 235      | Тында — Анапа                     | 236      | Анапа — Тында                     |
| 241      | Иркутск — Адлер                   | 242      | Адлер — Иркутск                   |
| 243      | Новокузнецк — Анапа               | 244      | Анапа — Новокузнецк               |
| 249      | Новокузнецк — Имеретинский курорт | 250      | Имеретинский курорт — Новокузнецк |
| 251      | Барнаул — Адлер                   | 252      | Адлер — Барнаул                   |
| 269      | Чита — Адлер                      | 270      | Адлер — Чита                      |
| 273      | Северобайкальск — Адлер           | 274      | Адлер — Северобайкальск           |

### Пригородное сообщение
Осуществляется электропоездами и обслуживает 2 направления:
- Восточное: до станции Курган (3 пары в день).
- Западное: до станций Щучье (1 пара в день) и Челябинск (6 пар в день).

Также через станцию следуют пригородные поезда (остановка 2 минуты) маршрута Курган — Челябинск (1 пара в день).